# Rhinos Wyszków 2019
Questa voce raccoglie le informazioni riguardanti i Rhinos Wyszków nelle competizioni ufficiali della stagione 2019.

## Roster
| Roster dei Rhinos Wyszków (2019) |
| --- |
| Quarterback - 2 Daniel Krawiec - 8 Jonathan Trumal Brown Running Back - 1 Kamil Lelujka - 20 Dominik Buczek - 26 Hubert Nastula - 46 Adrian Kocięcki Wide Receiver - 4 Szymon Berbeć - 6 Wiktor Stankiewicz - 9 Bartosz Szymański - 10 Kacper Jaszewski - 13 Cezary Banaszek - 14 Karol Szymański - 80 Paweł Król Offensive Linemen - 53 Mateusz Waśkiewicz - 54 Piotr Wykowski - 60 Patryk Szczepaniak - 62 Igor Jasiński - 69 Kamil Kowalczuk - 70 Konrad Kukwa - 71 Łukasz Łuczyński - 73 Mateusz Ślesik - 74 Jakub Kosewski Defensive Linemen - 55 Arkadiusz Pyśk - 63 Fabian Andrzejewski - 67 Michael Moscicki - 69 Roman Odyniec-Dobrowolski - 85 Marcin Piekarz - 88 Piotr Stępień DL/OL - 93 Łukasz Berbeć - 94 Piotr Piórkowski - 98 Marcin Zaręba - 99 Kamil Wykowski Linebacker - 22 Hubert Deptuła - 41 Daniel Kanownik - 42 Krzysztof Kania - 44 Jarosław Rzemek - 50 Łukasz Rylski - 52 Bartłomiej Oleksiak - 57 Damian Borkowski Defensive Back - 7 Christian Paul Adorno - 19 Karol Wesołowski - 21 Hubert Morka - 23 Mateusz Lubański - 28 Jakub Kowalkowski - 40 Michał Mroczek - 45 Tomasz Iwański - 59 Bartosz Rojek Special Team - 6 Michał Berbeć K/WR - 12 Michał Dąbkowski K/QB Coaching staff / Greyson Alman (HC) |

## Liga Futbolu Amerykańskiego 1 2019

### Stagione regolare
| Wyszków 23 marzo 2019 | Rhinos Wyszków | 35 – 38 (7-14 6-10 7-7 15-7) referto | Olsztyn Lakers | Boczne boisko Stadionu Miejskiego\| Arbitro: \| Pruszkowski \| |
| Arbitro:              | Pruszkowski    |                                      |                |                                                                |

| Wyszków 31 marzo 2019 | Rhinos Wyszków | 0 – 41 (0-14 0-14 0-0 0-13) referto | Lowlanders Białystok | Boczne boisko Stadionu Miejskiego\| Arbitro: \| Pruszkowski \| |
| Arbitro:              | Pruszkowski    |                                     |                      |                                                                |

| Poznań 7 aprile 2019 | Armia Poznań | 21 – 10 (0-0 14-7 0-0 7-3) referto | Rhinos Wyszków | Stadion Golęcin\| Arbitro: \| Radziński \| |
| Arbitro:             | Radziński    |                                    |                |                                            |

| Zielona Góra 27 aprile 2019, ore 12:00 | Wataha Zielona Góra | 30 – 7 (0-0 16-0 14-0 0-7) referto | Rhinos Wyszków | Stadion do futbolu amerykańskiego\| Arbitro: \| Pruszkowski \| |
| Arbitro:                               | Pruszkowski         |                                    |                |                                                                |

| Wyszków 11 maggio 2019 | Rhinos Wyszków | 0 – 72 (0-14 0-22 0-22 0-14) referto | Seahawks Gdynia | Boczne boisko Stadionu Miejskiego w Wyszkowie |

| Wyszków 19 maggio 2019 | Rhinos Wyszków | 23 – 34 (0-14 10-0 0-7 13-13) referto | Towers Opole | Boczne boisko Stadionu Miejskiego w Wyszkowie\| Arbitro: \| Ratajczak \| |
| Arbitro:               | Ratajczak      |                                       |              |                                                                          |

| Łódź 25 maggio 2019 | Wilki Łódzkie | 6 – 20 (0-0 6-10 0-7 0-3) referto | Rhinos Wyszków | Kompleks boisk przy ulicy Minerskiej\| Arbitro: \| Jurzyk \| |
| Arbitro:            | Jurzyk        |                                   |                |                                                              |

| Varsavia 2 giugno 2019 | Warsaw Mets   | 27 – 6 (14-0 7-3 6-3 0-0) referto | Rhinos Wyszków | Stadion im. gen. Kazimierza Sosnkowskiego\| Arbitro: \| Walentynowicz \| |
| Arbitro:               | Walentynowicz |                                   |                |                                                                          |

## Statistiche di squadra
| Competizione      | %Vittorie | In casa | In casa | In casa | In casa | In casa | In casa | In trasferta | In trasferta | In trasferta | In trasferta | In trasferta | In trasferta | Totale | Totale | Totale | Totale | Totale | Totale |
| Competizione      | %Vittorie | G       | V       | N       | P       | Pf      | Ps      | G            | V            | N            | P            | Pf           | Ps           | G      | V      | N      | P      | Pf     | Ps     |
| ----------------- | --------- | ------- | ------- | ------- | ------- | ------- | ------- | ------------ | ------------ | ------------ | ------------ | ------------ | ------------ | ------ | ------ | ------ | ------ | ------ | ------ |
| Stagione regolare | .125      | 4       | 0       | 0       | 4       | 58      | 185     | 4            | 1            | 0            | 3            | 43           | 84           | 8      | 1      | 0      | 7      | 101    | 269    |
| Totale            | .125      | 4       | 0       | 0       | 4       | 58      | 161     | 4            | 1            | 0            | 3            | 43           | 170          | 8      | 1      | 0      | 7      | 101    | 269    |